# Университет Яунде II
Университе́т Я́унде II — крупный государственный университет в столице Камеруна городе Яунде. Центральный кампус университета расположен в пригородном поселении Соа, имеются также кампусы в городах Бертуа, Эболова, Нгоа-Экелле и Обили. Преподавание в университете ведётся на французском и английском языках.

## История
Первый университет в Камеруне был создан в 1962 году — почти сразу после получения страной независимости от Франции. До 1973 года назывался Федеральным университетом Яунде, затем просто Университетом Яунде. Университет Яунде II был создан в 1993 году путём разделения Университета Яунде на два — первый и второй.

## Структура
Университет Яунде II состоит из двух факультетов (FSJP — юридических и политических наук; FSEG — экономических наук и управления), двух институтов (IRIC — международных отношений; IFORD — образования и демографических исследований) и одной высшей школы (ESSTIC — информационных наук, технологий и связи). Эти структурные подразделения верхнего уровня делятся на многочисленные департаменты.